# Online Videopedia
Online Videopedia là dự án nhằm mang lại giáo dục trực tuyến miễn phí cho cộng đồng Việt Nam và được thực hiện bởi Online Videopedia Inc., một tổ chức phi lợi nhuận phục vụ giáo dục, được thành lập tại Pennsylvania, Mỹ, vào tháng 12/2010.

## Mục tiêu
Dự án Online Videopedia có 2 mục tiêu là:

OV project hiện tại đang trong giai đoạn thử nghiệm, bao gồm 1 lớp học Tiếng Anh trung Cấp. Trong đó, người dùng có thể đăng nhập sử dụng tài khoản Google, đăng ký theo học lớp học đó, làm bài và nộp bài tập về nhà. Các bài tập do các tình nguyện viên của OV chấm hoàn toàn miễn phí. Người dùng cũng có thể theo dõi kết quả học tập của mình.